# Gogo no Yuigon-jo
午後の遺言状 (Gogo no Yuigon-jo) é um filme de drama produzido no Japão e lançado em 1995 com duração de 1h 52m dirigido por Kaneto Shindo (1912-2012).   